# Diari del Greg
Diari del Greg (en anglès, Diary of a Wimpy Kid) és una sèrie de llibres escrits per Jeff Kinney i publicats per l'Editorial Molino a Espanya que descriu la història de Greg Heffley, el protagonista, en la seva vida de forma còmica. Tan sols a Espanya, s'han venut 400.000 exemplars del primer exemplar i 700.000 de la resta. Als Estats Units la xifra puja als 16.000.000 exemplars venuts. També se n'ha fet diverses pel·lícules d'aquest llibre.